# Южен вятър
Вижте пояснителната страница за други значения на Южен вятър.
Южен вятър е български попфолк дует, създаден през 1996 година.

## История на дуета
Членовете на дуета са Величка и Кирил Котрулеви – брат и сестра. Стават популярни с песента „Батальона“, която е кавър на песента „Gyöngyhajú lány“ („Pearls In Her Hair“) на унгарската група Омега. Издавани са от „Ара Аудио-видео“. Напускат музикалната компания през 2000 г. и издават последния си албум със „Съни Мюзик“. Имат издадени 4 албума и една компилация – „Най-доброто“, издадена през 1998 г. Името на дуета е заимствано от популярната сръбска група Južni vetar. В репертоара си освен попфолк, имат записани значително количество народни песни.
Освен с песента „Батальона“, дуетът е популярен и с песните „Повиквателна получих“, „Как тихичко си капеха листата“, „Молитва за моята сестра“ и „Златно време“.
През 2014 г. дуетът е възобновен, като пее по участия. През същата година малката дъщеря на Величка – Йоана, загива при инцидент. 

## Дискография

### Студийни албуми
- 1996 – „Далавери, далавери“
- 1997 – „Батальонът 2“
- 1997 – „Слънчева жена“, с Илия Томов
- 1999 – „Аз нямам две сърца“
- 2000 – „Прегърни ме“
- 2002 – „Ангел мой“, неиздаван албум

### Компилации
- 1998 – „Най-доброто“